# 뉴질랜드의 대학 목록
뉴질랜드의 대학은 2013년을 기준으로 180,000명 정도의 학생 혹은 132,523명의 풀타임 학생이 등록되어 있다.
1870년도 9월에 의회 결의를 통하여 뉴질랜드 대학교(The University of New Zealand)가 설립되었다. 1961년까지 이 대학은 오타고 대학교, 캔터베리 대학교, 오클랜드 대학교, 빅토리아 대학교, 캔터베리 농산 컬리지와 파머스톤 노스 농산 컬리지로 이루어진 연방 대학교로 발전하였다. 이 대학은 학위를 제공하는 유일한 대학으로 운영되었으나 1962년 1월에 의회 결의를 통하여 소속되어있던 4개의 종합대학교와 2개의 컬리지는 독립된 자체 학교로 나뉘었다. 메시, 링컨과 오클랜드 공과 전문대학이 종합대학으로 승격하였고 해밀턴에 와이카토 대학교가 새로 설립 되면서 현재 뉴질랜드는 8개의 종합대학을 가지고 있다.

## 목록
| 이름                   | 메인 캠퍼스    | 설립년도 | 2013년도 풀타임 재학생 수 | 2013년도 풀타임 교직원 수 | 2013년도 정부 펀딩 액수 ($M) |
| ---------------------- | -------------- | -------- | ------------------------- | ------------------------- | ---------------------------- |
| 오클랜드 공과대학교    | 오클랜드       | 2000     | 18,837                    | 2,143                     | 150                          |
| 링컨 대학교            | 링컨           | 1878     | 3,238                     | 610                       | 41                           |
| 매시 대학교            | 파머스톤 노스  | 1927     | 19,074                    | 2,994                     | 185                          |
| 오클랜드 대학교        | 오클랜드       | 1883     | 33,028                    | 4,909                     | 389                          |
| 캔터베리 대학교        | 크라이스트처치 | 1873     | 12,108                    | 1,907                     | 152                          |
| 오타고 대학교          | 더니딘         | 1869     | 18,896                    | 3,838                     | 271                          |
| 와이카토 대학교        | 해밀턴         | 1964     | 10,094                    | 1,520                     | 102                          |
| 웰링턴 빅토리아 대학교 | 웰링턴         | 1897     | 17,227                    | 1,886                     | 159                          |

- i. 오클랜드 공과대학교는 1895년도에 설립되었고 2000년도에 종합대학으로 승격되었다.

## 세계 대학 랭킹
QS타임즈 랭킹
| 대학교                 | 2004 | 2005 | 2006 | 2007 | 2008 | 2009 | 2010 |
| ---------------------- | ---- | ---- | ---- | ---- | ---- | ---- | ---- |
| 매시 대학교            | 108  | 188  | 213  | 242  | 283  | 299  | 302  |
| 오클랜드 대학교        | 67   | 52   | 46   | 50   | 65   | 61   | 68   |
| 캔터베리 대학교        | -    | -    | 333  | 188  | 186  | 188  | 189  |
| 오타고 대학교          | 114  | 186  | 79   | 114  | 124  | 125  | 135  |
| 와이카토 대학교        | -    | -    | 340  | 319  | 378  | 314  | 316  |
| 웰링턴 빅토리아 대학교 | -    | -    | 222  | 234  | 227  | 229  | 225  |